# Zetor 35
Zetor 35 Super – czeski uniwersalny ciągnik rolniczy produkowany w fabryce Zbrojovka Brno. Jego pierwowzorem był prototypowy ciągnik Zetor 30. Został opracowany w roku 1954, a w 1955 ruszyła produkcja. Traktor Zetor 35 posiadał skrzynię biegów z traktora Zetor 15 produkowanego w latach 1948–1949, a zwolnice i półosie z traktora Zetor 25K. Produkcja trwała do 1960 roku, wyprodukowano 21.000 sztuk. W Polsce mało znany traktor, gdyż prawie nie był wywożony z Czechosłowacji do Polski (do Polski trafiło około 1200 sztuk). Do Finlandii też trafił w małej liczbie (1700–2700 sztuk), pomimo rozsądnej ceny. Kolor najczęściej zielony lub czerwony.

## Dane techniczne
- Moc – 42 KM
- liczba cylindrów – 4
- liczba biegów – 5
- pojemność – 4130 cm
- waga – 2860 kg
- rozstaw osi – 343 cm

## Zetor Super P
W roku 1956 wprowadzono także jego gąsienicową odmianę – Zetor Super P, produkowaną do roku 1958. Wyposażony w dwubębnową wciągarkę, znajdował zastosowanie w leśnictwie. Masa ciągnika Zetor Super P wynosiła 4200 kg. Kierowanie nim następowało przy użyciu ręcznych dźwigni, które uruchamiały niezależne hamulce każdej gąsienicy. Produkowano je małoseryjnie w kilku odmianach. Jedna z nich, typowo rolnicza, wyposażona była w podnośnik hydrauliczny i stosowana była przede wszystkim do ciężkiej orki oraz napędu np. kombajnów do kukurydzy. Spalała ona mniej więcej 17,5 litra/ha podczas orki na głębokość ok. 30 cm. Wyprodukowano około 4200 ciągników Zetor Super P, z których tylko kilka trafiło do Polski.